# Ріроріро узбережний
Ріроріро узбережний (Gerygone tenebrosa) — вид горобцеподібних птахів родини шиподзьобових (Acanthizidae). Ендемік Австралії.

## Підвиди
Виділяють два підвиди:
- G. t. tenebrosa (Hall, R, 1901) (північно-західне узбережжя Австралії);
- G. t. christophori Mathews, 1912 (західне узбережжя Австралія).

## Поширення
Узбережний ріроріро мешкає в мангрових лісах західного узбережжя Австралії.